# Mendoncia lindaviana
Mendoncia lindaviana là một loài thực vật có hoa trong họ Ô rô. Loài này được (Gilg) Benoist mô tả khoa học đầu tiên năm 1944.